# Alla Zahaikevytsj
Alla Zahaikevytsj (Oekraïens: Алла Леонідівна Загайкевич) (17 december 1966) is een componist van eigentijdse klassieke muziek uit Oekraïne.
Zahaikevytsj geeft les aan de Nationale Muziek-Academie van Oekraïne - P. I. Tsjaikovski.
In 2004 ontving zij de Alexander Dovzhenko-prijs.
- Gemeinsame Normdatei: 1069524409
- International Standard Name Identifier: 0000 0004 3715 4417
- Library of Congress Control Number: no2014127024
- MusicBrainz: 533a8eb5-2a30-4a27-aefd-eac34cf6febd
- Réseau des bibliothèques de Suisse occidentale: 02-A011134135
- Virtual International Authority File: 310725622
- WorldCat: E39PBJpJcrwkjwGGXtY9b9wV4q